# Рошткалинський район
Рошткали́нський район (тадж. Ноҳияи Роштқалъа) — адміністративна одиниця другого порядку у складі Горно-Бадахшанської автономної області Таджикистану. Центр — село Рошткала, розташоване за 35 км від Хорога.

## Географія
Район розташований у долині річки Гунт. На півночі межує з Шугнанським, на півдні — з Ішкашимським, на сході — Мургабським районами Горно-Бадахшанської автономної області.

## Населення
Населення — 25100 осіб (2013; 24800 в 2012, 24500 в 2011, 24300 в 2010, 24200 в 2009, 24100 в 2008, 24100 в 2007).

## Адміністративний поділ
Адміністративно район поділяється на 6 джамоатів:
| Район                      | Площа, км² | Населення, осіб | Центр    | Населені пункти |
| -------------------------- | ---------- | --------------- | -------- | --------------- |
| Барвозький джамоат         | -          | 3004            | Шивоз    | -               |
| Мірсаїда Міршакара джамоат | -          | -               | Занінц   | -               |
| Рошткалинський джамоат     | -          | 3124            | Рошткала | -               |
| Седжський джамоат          | -          | 3028            | Седж     | -               |
| Тавдемський джамоат        | -          | 6507            | Тавдем   | -               |
| Тусйонський джамоат        | -          | 2866            | Жирпор   | -               |

## Історія
Територія району відноситься до історичного регіону Шугнан. Район був утворений 1936 року у складі Горно-Бадахшанської автономної області Таджицької РСР. Складався він з 2 сільрад — Верхньо-Рошткалинської та Нижньо-Рошткалинської. Пізніше було утворено 4 сільради — Сеждська, Рошткалинська, Тавдемська та Хідоджервська, які складались з 47 кишлаків. Пізніше утворилось ще 2 сільради — Тусенська та Октябрська. 1963 року район був ліквідований, а поселення відійшли до складу Шугнанського району. 1992 року район був відновлений.